# Esqueixada
L'esqueixada és una amanida feta de bacallà dessalat i esqueixat, acompanyat de diversos ingredients vegetals, i oli d'oliva. D'entre els vegetals no hi pot faltar el tomàquet, trossejat o ratllat, i sovint també s'hi posa ceba, pebrot i olives. Alguns acaben el plat amb un ou dur, mongetes seques o altres ingredients per a donar-li un toc especial.
És un plat típicament d'estiu però avui en dia es poden aconseguir els ingredients durant tot l'any. Per això es pot preparar una esqueixada en qualsevol època de l'any.
Al País Valencià hi ha dos plats que es basen en el bacallà salat i esqueixat. A la zona de València, es fa un plat paregut anomenat esgarrat, que empra igualment el bacallà esgarrat (en tires) però sol admetre només pebreres escalivades. A les muntanyes d'Alcoi una preparació semblant anomenat la pericana empra només els pebrots rojos i all, i es fregeix - tanmateix, rep el nom d'"amanida".